# Alemania en los Juegos Paralímpicos de Atenas 2004
Alemania estuvo representada en los Juegos Paralímpicos de Atenas 2004 por un total de 212 deportistas, 140 hombres y 72 mujeres.

## Medallistas
El equipo paralímpico alemán obtuvo las siguientes medallas:
| Nombre                                                            | Deporte           | Evento                                       |
| ----------------------------------------------------------------- | ----------------- | -------------------------------------------- |
| Oro                                                               |                   |                                              |
| Marianne Buggenhagen                                              | Atletismo         | Peso F54/55 femenino                         |
| Wojtek Czyz                                                       | Atletismo         | 100 m T42 masculino                          |
| Wojtek Czyz                                                       | Atletismo         | 200 m T42 masculino                          |
| Wojtek Czyz                                                       | Atletismo         | Salto de longitud F42 masculino              |
| Michael Teuber                                                    | Ciclismo en pista | Persecución individual LC4 masculino         |
| Michael Teuber                                                    | Ciclismo en ruta  | Ruta/Contrarreloj LC4 masculino              |
| Annke Conradi                                                     | Natación          | 50 m espalda S3 femenino                     |
| Kirsten Bruhn                                                     | Natación          | 100 m braza SB5 femenino                     |
| Daniel Clausner                                                   | Natación          | 100 m braza SB13 masculino                   |
| Daniel Clausner                                                   | Natación          | 200 m estilos SM13 masculino                 |
| Christoph Burkard                                                 | Natación          | 400 m libre S8 masculino                     |
| Monika Sikora                                                     | Tenis de mesa     | Individual 4 femenino                        |
| Holger Nikelis                                                    | Tenis de mesa     | Individual 1 masculino                       |
| Daniel Arnold                                                     | Tenis de mesa     | Individual 6 masculino                       |
| Daniel Arnold Dieter Meyer Rainer Schmidt Jochen Wollmert         | Tenis de mesa     | Equipo 6-7 masculino                         |
| Manuela Schmermund                                                | Tiro              | Rifle de aire de pie SH1 femenino            |
| Mario Oehme                                                       | Tiro con arco     | Individual W2 masculino                      |
| Susann Schützel                                                   | Yudo              | –52 kg femenino                              |
| Ramona Brussig                                                    | Yudo              | –57 kg femenino                              |
| Plata                                                             |                   |                                              |
| Isabelle Foerder                                                  | Atletismo         | 100 m T37 femenino                           |
| Claudia Biene                                                     | Atletismo         | Disco F42-46 femenino                        |
| Marianne Buggenhagen                                              | Atletismo         | Disco F54/55 femenino                        |
| Christine Wolf                                                    | Atletismo         | Salto de longitud F42 femenino               |
| Matthias Schröder                                                 | Atletismo         | 200 m T12 masculino                          |
| Stefan Strobel                                                    | Atletismo         | Maratón T51 masculino                        |
| Rico Glagla                                                       | Atletismo         | Disco F52 masculino                          |
| Siegmund Hegeholz                                                 | Atletismo         | Jabalina F11 masculino                       |
| Thomas Loosch                                                     | Atletismo         | Peso F38 masculino                           |
| Lutz Langer                                                       | Atletismo         | Peso F40 masculino                           |
| Gerhard Wies                                                      | Atletismo         | Peso F56 masculino                           |
| Tobias Graf                                                       | Ciclismo en pista | Persecución individual LC3 masculino         |
| Bianca Vogel                                                      | Hípica            | Doma individual grado III mixto              |
| Hannelore Brenner                                                 | Hípica            | Doma individual estilo libre grado II mixto  |
| Bettina Eistel                                                    | Hípica            | Doma individual estilo libre grado III mixto |
| Bettina Eistel Britta Näpel Bianca Vogel                          | Hípica            | Doma por equipos clase abierta mixto         |
| Natalie Ball                                                      | Natación          | 50 m libre S11 femenino                      |
| Natalie Ball                                                      | Natación          | 100 m libre S11 femenino                     |
| Natalie Ball                                                      | Natación          | 100 m braza SB11 femenino                    |
| Kirsten Bruhn                                                     | Natación          | 50 m libre S7 femenino                       |
| Kirsten Bruhn                                                     | Natación          | 100 m espalda S7 femenino                    |
| Annke Conradi                                                     | Natación          | 100 m libre S3 femenino                      |
| Claudia Hengst                                                    | Natación          | 400 m libre S10 femenino                     |
| Christopher Küken                                                 | Natación          | 400 m libre S8 masculino                     |
| Rainer Schmidt                                                    | Tenis de mesa     | Individual 6 masculino                       |
| Jochen Wollmert                                                   | Tenis de mesa     | Individual 7 masculino                       |
| Roland Hartmann                                                   | Tiro              | Pistola libre SH1 mixto                      |
| Silke Hütter                                                      | Yudo              | –63 kg femenino                              |
| Bronce                                                            |                   |                                              |
| Isabelle Foerder                                                  | Atletismo         | 200 m T37 femenino                           |
| Andrea Hegen                                                      | Atletismo         | Jabalina F42-46 femenino                     |
| Martina Willing                                                   | Atletismo         | Peso F56-58 femenino                         |
| Heinrich Popow                                                    | Atletismo         | 100 m T42 masculino                          |
| Heinrich Popow                                                    | Atletismo         | 200 m T42 masculino                          |
| Heinrich Popow                                                    | Atletismo         | Salto de longitud F42 masculino              |
| Matthias Schröder                                                 | Atletismo         | 100 m T12 masculino                          |
| Thomas Loosch                                                     | Atletismo         | Disco F38 masculino                          |
| Rico Glagla                                                       | Atletismo         | Peso F52 masculino                           |
| Hans Peter Beier                                                  | Ciclismo en pista | Persecución individual LC4 masculino         |
| Tobias Graf                                                       | Ciclismo en pista | 1 km contrarreloj LC1-4 masculino            |
| Erich Winkler                                                     | Ciclismo en ruta  | Ruta/Contrarreloj LC4 masculino              |
| Bettina Eistel                                                    | Hípica            | Doma individual grado III mixto              |
| Claudia Hengst                                                    | Natación          | 100 m mariposa S10 femenino                  |
| Claudia Hengst                                                    | Natación          | 200 m estilos SM10 femenino                  |
| Christiane Reppe                                                  | Natación          | 100 m libre S9 femenino                      |
| Christiane Reppe                                                  | Natación          | 400 m libre S9 femenino                      |
| Annke Conradi                                                     | Natación          | 50 m libre S3 femenino                       |
| Kirsten Bruhn                                                     | Natación          | 100 m libre S7 femenino                      |
| Maria Götze                                                       | Natación          | 200 m estilos SM6 femenino                   |
| Natalie Ball                                                      | Natación          | 200 m estilos SM11 femenino                  |
| Daniel Clausner                                                   | Natación          | 100 m libre S13 masculino                    |
| Swen Michaelis                                                    | Natación          | 200 m estilos SM6 masculino                  |
| Christiane Pape                                                   | Tenis de mesa     | Individual 4 femenino                        |
| Walter Kilger                                                     | Tenis de mesa     | Individual 1 masculino                       |
| Thorsten Gruenkemeyer Walter Kilger Holger Nikelis Otto Vilsmaier | Tenis de mesa     | Equipo 1-2 masculino                         |
| Sabine Brogle                                                     | Tiro              | Rifle de aire de pie SH1 femenino            |
| Manuela Schmermund                                                | Tiro              | Rifle deportivo 3 × 20 m SH1 femenino        |
| Astrid Arndt                                                      | Yudo              | –48 kg femenino                              |
| Beate Bischler                                                    | Yudo              | +70 kg femenino                              |
| Sebastian Junk                                                    | Yudo              | –81 kg masculino                             |